# Нарасанаяка Тулува
Нарасанаяка Тулува (*18 березня 1438 — 6 жовтня 1503) — сарвадхікарі (регент) Віджаянагарської імперії у 1491—1503 роках.

## Життєпис
Син Ішваранаяк Тулува, одного з вояків Віджаянагару. Сам Нарасанаяка відзначився у битвах наприкінці панування династії Сангама. 1485 року разом з Нарасімхараєю Салувою очолив повалення магараджахіраджи Праудхараї Сангама. Став одним з найближеніших сановників Нарасімхараї, що став новим магараджахіраджею.
1491 року після смерті Салуви влаштував заколот, повалевши магараджахіраджу Тхімму Бгупалу. Натомість посадив на трон молодшого брата останнього Нарасімхараю II. Прийняв титул ракшакарта (захисник — опікун) і свамі, зайнявши посади сарвадхікарі (регент), сенадіпаті (головнокомандувача), магапрадхани (прем'єр-міністра).
Спочатку придушив численні повстання раджів (князів) та наяків (військових командирів), що намагалися відкоремитися від імперії. У 1494 році відправив Нарасімхараю II до фортеці Пенуконда. 1496 року переміг Саласраю та Вікрам Шаха, які володіли землями на південь від річки Кавері. Знову підкорив землі від Кавері до мису Коморин було взято під контроль. Водночас у листопаді вдалося відбити потужний напад Пратапарукдрадеви, магараджахіраджи Гаджапатської держави. 1497 року підкорив магараджей Чола, Чера, Мадурая, Хеуни, Шрірангапатна та Гокарна на західному узбережжі.
Для зміцненнян імперії створив потужну адміністрацію, а також ефективну армію з метою розширення володінь та протистояння деканським султанатам.
Невдовзі за цим уклав договір з барідом-уль-мамаліком Касімом, фактичним правителем Бахманідського султанату, який в обмін на допомогу проти біджапурського султана Юсуфа Аділ-шаха запропонував Нарасанаяці фортеці Райчур і Мудгал. Той спочатку зайняв доаб (міжріччя) Райчур. За цим виступив проти Біджапуру, завдавши поразки Юсуф Аділ-шаху. В подальшому забезпечив владу над півднем Індостану.
1502 році зазнав поразки від біджапурського султана, втративши Райчур. Помер у 1503 році в фортеці Пенуконда. Його фактичну владу в державі отримав син Віра Нарасімха.